# 罗赫拉巴恩德
罗赫拉巴恩德（Rohraband），是印度贾坎德邦丹巴德县的一个城镇。总人口4284（2001年）。

## 人口
该地2001年总人口4284人，其中男性2330人，女性1954人；0—6岁人口543人，其中男300人，女243人；识字率61.88%，其中男性为73.61%，女性为47.90%。